# Bataan (film)
Bataan – amerykański film wojenny z 1943 r. opowiadający o obronie półwyspu Bataan przed inwazją japońską w czasie II wojny światowej.   
Dwa lata później Edward Dmytryk nakręcił Powrót do Bataan z Johnem Wayne’em i Anthonym Quinnem w rolach głównych.

## Obsada
- Robert Taylor jako sierżant Bill Dane
- George Murphy jako porucznik Steve Bentley
- Thomas Mitchell jako kapral Jake Feingold
- Lee Bowman jako kapitan Henry Lassiter
- Lloyd Nolan jako kapral Barney Todd
- Desi Arnaz jako szer. Felix Ramirez
- Barry Nelson jako szer. F.X. Matowski
- Phillip Terry jako szer. Matthew Hardy
- Robert Walker jako Leonard Pruckett
- Roque Espiritu jako kapral Juan Katigbak
- Kenneth Lee Spencer jako szer. Wesley Epps
- Alex Havier jako szer. Yankee Salazar
- Tom Dugan jako szer. Sam Malloy

## Fabuła
Japończycy dokonują inwazji na Filipiny. Stacjonująca tam armia amerykańska postanawia się wycofać na półwysep Bataan. Prowadzi do niego wysoki most rozciągający się nad wąwozem. Kiedy wojsko i cywile go przekraczają, sformowana zostaje grupa trzynastu ochotników, którzy mają wysadzić most nim nadejdą Japończycy. W skład tego plutonu wchodzą ludzie z różnych środowisk i z różnymi umiejętnościami: Amerykanin meksykańskiego pochodzenia Felix Ramirez, czarnoskóry ekspert od wyburzeń Wesley Epps, służący w korpusie medycznym Matthew Hardy, inżynier F.X. Matowski, filipiński skaut Yankee Salazar, kucharz Sam Malloy, kapral Jake Feingold oraz młody i naiwny muzyk Leonard Pruckett. Do sierżanta Billa Dane’a z regularnego 31 pułku piechoty zgłasza się kapral Barney Todd i domaga się, by mianować go sygnalistą. Jednakże sierżant jest wobec niego ostrożny, gdyż podejrzewa, że przed wojną był oskarżony o morderstwo ale podczas konwojowania zbiegł żandarmerii wojskowej.     
Kiedy zbliżają się Japończycy oddział wysadza most. Okazuje się jednak, że nie został on całkowicie zniszczony a na dodatek dowódca plutonu kaptain Henry Lassiter zostaje zastrzelony przez snajpera. Cała odpowiedzialność za dokończenie zadania spada na sierżanta Dane’a i jego ludzi, których po kolei likwidują Japończycy. Walcząc z malarią i przeważającymi siłami wroga odnoszą na razie tylko moralne zwycięstwo.

## Tło historyczne
Bataan to film tzw. „szybkiej reakcji”, kręcony w chwili, gdy ważyły się losy amerykańskiej obrony na Filipinach. Bitwa o Bataan była jednym z epizodów japońskiej inwazji na Filipiny, która trwała od 1 stycznia do 9 kwietnia 1942 r. siły amerykańsko+filipińskie wycofzwały się z Manili na pobliski, górzysty półwysep Bataan w nadziei, że zdołają się tam utrzymać do czasu przysłania wsparcia. Jednak siły aliantów były już rozmieszczone na całym Pacyfiku, dlatego wysłanie posiłków było w tym momencie niemożliwe. Po trzech miesiącach zawziętego oporu, głód i malaria spowodowały, że obrońcy musieli się poddać, a później jeszcze przetrwać podczas niesławnego bataańskiego marszu śmierci.